# 范隋
范隋（？—？），字不詳，懷州河內縣（今河南省沁陽市）人，唐朝咸通年間為處州麗水縣丞。范仲淹之高祖。

## 生平
范履冰的六世孫。范隋遇戰亂不能回鄉，因此定居於蘇州吳縣。范隋並不知名，唯其五世為范仲淹，所以現世仍然藏有其告身（即委任狀）《范隋告身》。